# Rem als Jocs Olímpics d'estiu de 1908 - Quatre sense timoner masculí
La prova de quatre sense timoner masculí fou una de les quatre que es disputaren als Jocs Olímpics de Londres de 1908 i que formaven part del programa de rem. La distància a recórrer era d'1,5 milles. Hi van prendre part 16 remers procedents de 3 països.

## Medallistes
| Or                                                                                    | Plata                                                                    | Bronze                                                         | Bronze                                                                         |
| Regne UnitCollier Cudmore · James Angus Gillan · Duncan Mackinnon · John Somers-Smith | Regne UnitPhilip Filleul · Harold Barker · John Fenning · Gordon Thomson | CanadàGordon Balfour Becher Gale Charles Riddy Geoffrey Taylor | Països BaixosHermannus Höfte · Albertus Wielsma · Johan Burk · Bernardus Croon |

## Resultats

### Semifinals

#### Semifinal 1
El quatre britànic guanya per 2¼ llargs.
| Posició | Remers                                                                | País       | Temps    |
| ------- | --------------------------------------------------------------------- | ---------- | -------- |
| 1       | Collier Cudmore James Angus Gillan Duncan Mackinnon John Somers-Smith | Regne Unit | 8:34.0   |
| 2       | Gordon Balfour Becher Gale Charles Riddy Geoffrey Taylor              | Canadà     | (8:40.5) |

#### Semifinal 2
| Posició | Remers                                                      | País          | Temps      |
| ------- | ----------------------------------------------------------- | ------------- | ---------- |
| 1       | Philip Filleul Harold Barker John Fenning Gordon Thomson    | Regne Unit    | 9:04.0     |
| 2       | Hermannus Höfte Albertus Wielsma Johan Burk Bernardus Croon | Països Baixos | Desconegut |

### Final
| Posició | Remers                                                                | País       | Temps      |
| ------- | --------------------------------------------------------------------- | ---------- | ---------- |
| 1       | Collier Cudmore James Angus Gillan Duncan Mackinnon John Somers-Smith | Regne Unit | 8:34.0     |
| 2       | Philip Filleul Harold Barker John Fenning Gordon Thomson              | Regne Unit | Desconegut |